# HD 27084
HD 27084, auch als HR 1330, BD +49° 1155 oder HIP 20156 katalogisiert, ist ein Stern im Sternbild Perseus. Seine scheinbare visuelle Helligkeit entspricht mit rund 5,5 mag ungefähr derjenigen von Uranus. Der Stern liegt von der Erde aus gesehen unmittelbar östlich des offenen Sternhaufens NGC 1545, er ist jedoch kein Mitglied desselben, sondern ein Vordergrundstern; von der Erde aus gesehen liegt er ferner nahe dem Variablen b Persei.